# Яковцево (Тверская область)
Яковцево — деревня в Спировском районе Тверской области.

## География
Находится в центральной части Тверской области на расстоянии приблизительно 3 км на северо-запад по прямой от районного центра поселка Спирово.

## История
Деревня была отмечена ещё на карте 1825 года. В 1859 году здесь (деревня Вышневолоцкого уезда) был учтен 21 двор. До 2021 года входила в состав Выдропужского сельского поселения Спировского района до его упразднения.

## Население
Численность населения: 117 человек (1859 год), 5 (аварцы 80 %) в 2002 году, 3 в 2010.